# Piper hoffmannseggianum
Piper hoffmannseggianum är en pepparväxtart som beskrevs av Schult.. Piper hoffmannseggianum ingår i släktet Piper och familjen pepparväxter. Utöver nominatformen finns också underarten P. h. latifolium.